# Cap Ferret
Cap Ferret (Lou Cap herré in dialetto guascone) è un capo francese che forma un cordone litorale all'estremità meridionale della penisola di Lège-Cap Ferret nel dipartimento della Gironda. Esso separa l'Oceano Atlantico dal bacino di Arcachon; celebre per il suo faro, è sito al centro delle Lande di Guascogna e del Pays de Buch. Con il suo nome s'identifica anche il villaggio, frazione di Lège-Cap Ferret, posto all'estremità meridionale della penisola.

## Geologia

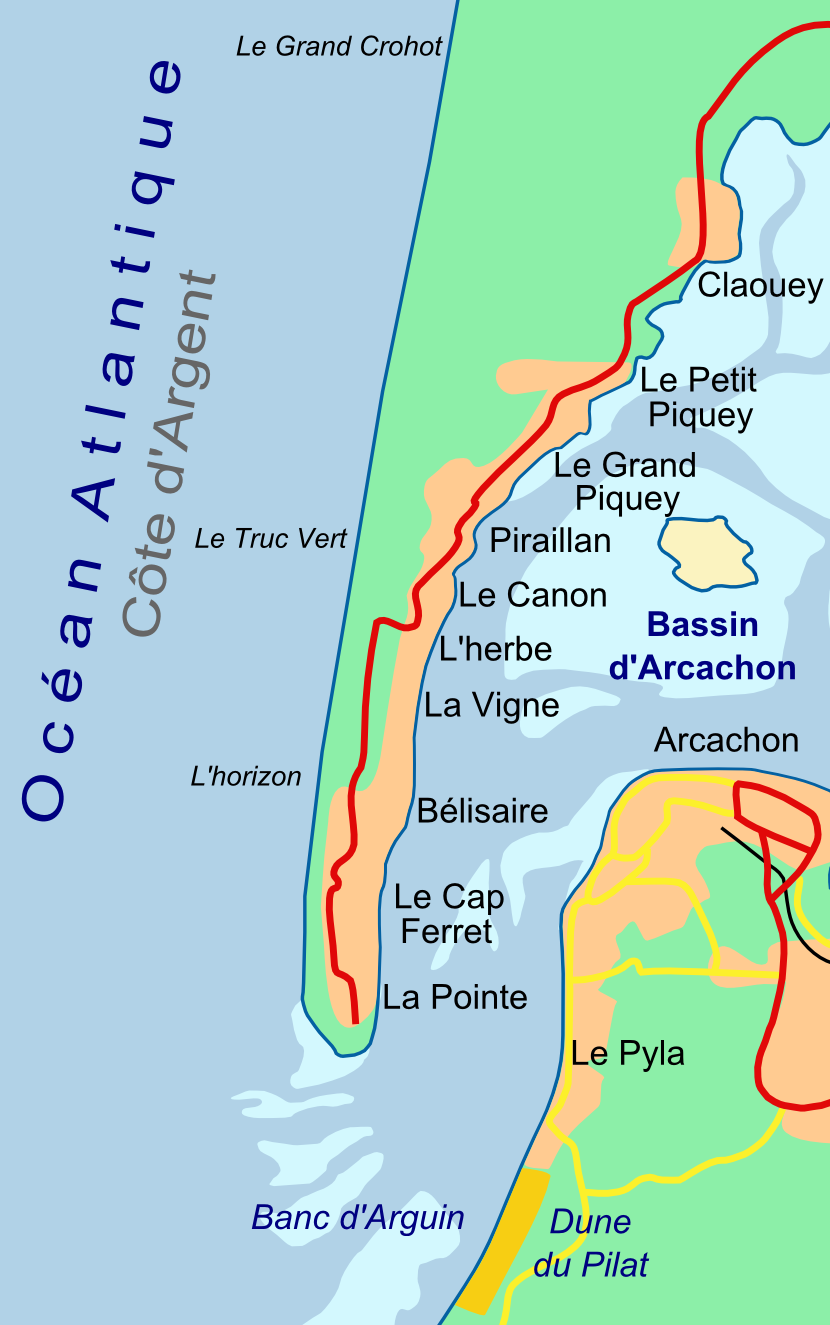
Villaggi della penisola del Cap Ferret.

La penisola di cui il Cap Ferret costituisce l'estremità meridionale, non ha che 3000 anni di storia geologica: è la formazione più recente della costa guascone. Come nel resto delle landes de Gascogne, il suo sottosuolo è costituito da un letto di grès risultante dalla cementazione fra loro di grani di quarzo dovuta alla decomposizione dell'argilla in presenza di ferro e di materia organica: il letto d'Alios. L'acqua che scorre nella falda è dunque ricca di ferro e appena sfocia sulla spiaggia provoca strisce ossidate di color ruggine. È questo il fenomeno che giustifica il nome di cap Herré, la "punta di ferro" in dialetto guascone, che più tardi si trasformerà in cap Ferret.

## Le attività umane
Nel XIX secolo alcuni pescatori s'erano installati in diverse località della penisola, mentre la punta non era occupata che temporaneamente. I pescatori di La Teste e di Gujan venivano con le pinasse del bacino d'Arcachon per braccare i pesci al loro ingresso nel bacino. Essi eressero alcune capanne di fortuna sulle spiagge ove potevano accostarsi facilmente attraverso un canale. Protetti dalla punta del Capo Ferret, si trovavano al riparo dai venti provenienti da ovest e vicini ai banchi di pesci. Nel 1857 vi erano già una decina di capanne sulle spiagge prossime al faro, i famosi "quartieri dei pescatori". In tutta questa seconda metà del secolo alcuni funzionari, doganieri, guardiani del faro ed impiegati forestali si aggiunsero a questa popolazione di pescatori.
Sotto lo stimolo di Napoleone III, l'ostricoltura si sviluppò a partire dal 1860 e lotti ostricoli vennero venduti sui litorali fangosi del bacino. Fu in questo periodo cardine che l'ostricoltura, come la silvicoltura e poco dopo il turismo s'imposero come le principali attività economiche locali.
A causa della difficoltà di accedervi, la penisola del Cap-Ferret rimase a lungo un luogo poco frequentabile da altri, che non un pugno di pescatori e di cacciatori appassionati. Una specie di "cultura dell'avventura" si sviluppò in questo contesto, formando uomini rudi, poco inclini al dialogo e senza aver molto da render conto per il loro operato. Questo spirito è perdurato e coesiste oggigiorno ancora con un'attività turistica sempre più sviluppata.

## Galleria d'immagini

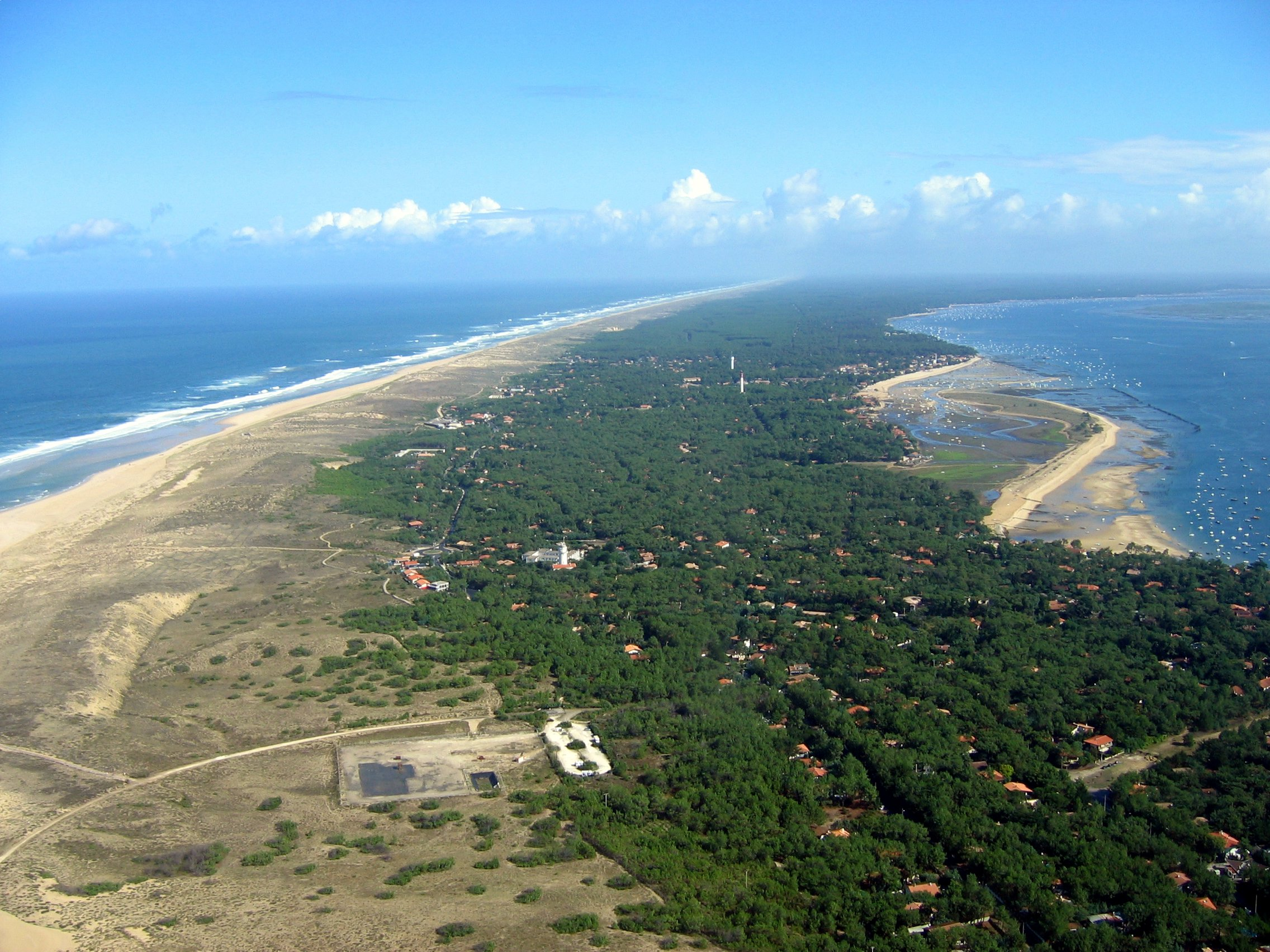
Penisola di Lège-Cap-Ferret
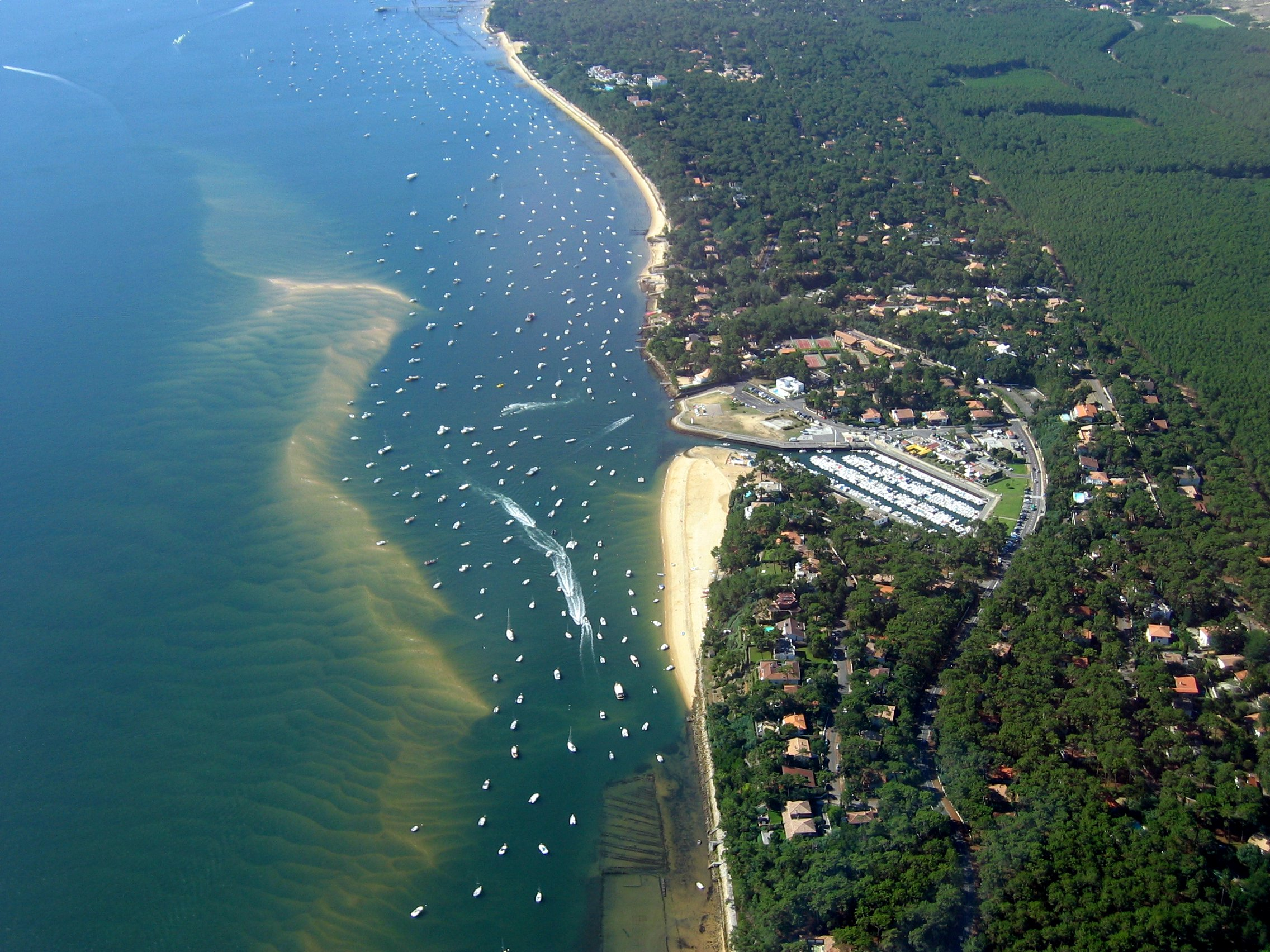
Il porto di La Vigne
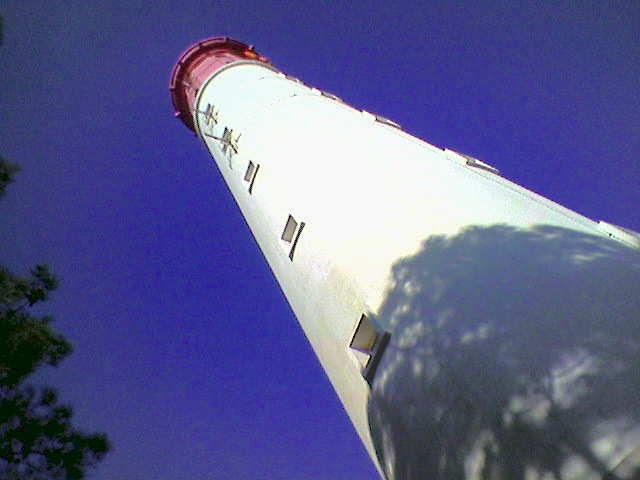
Il faro del Cap-Ferret nel 2008
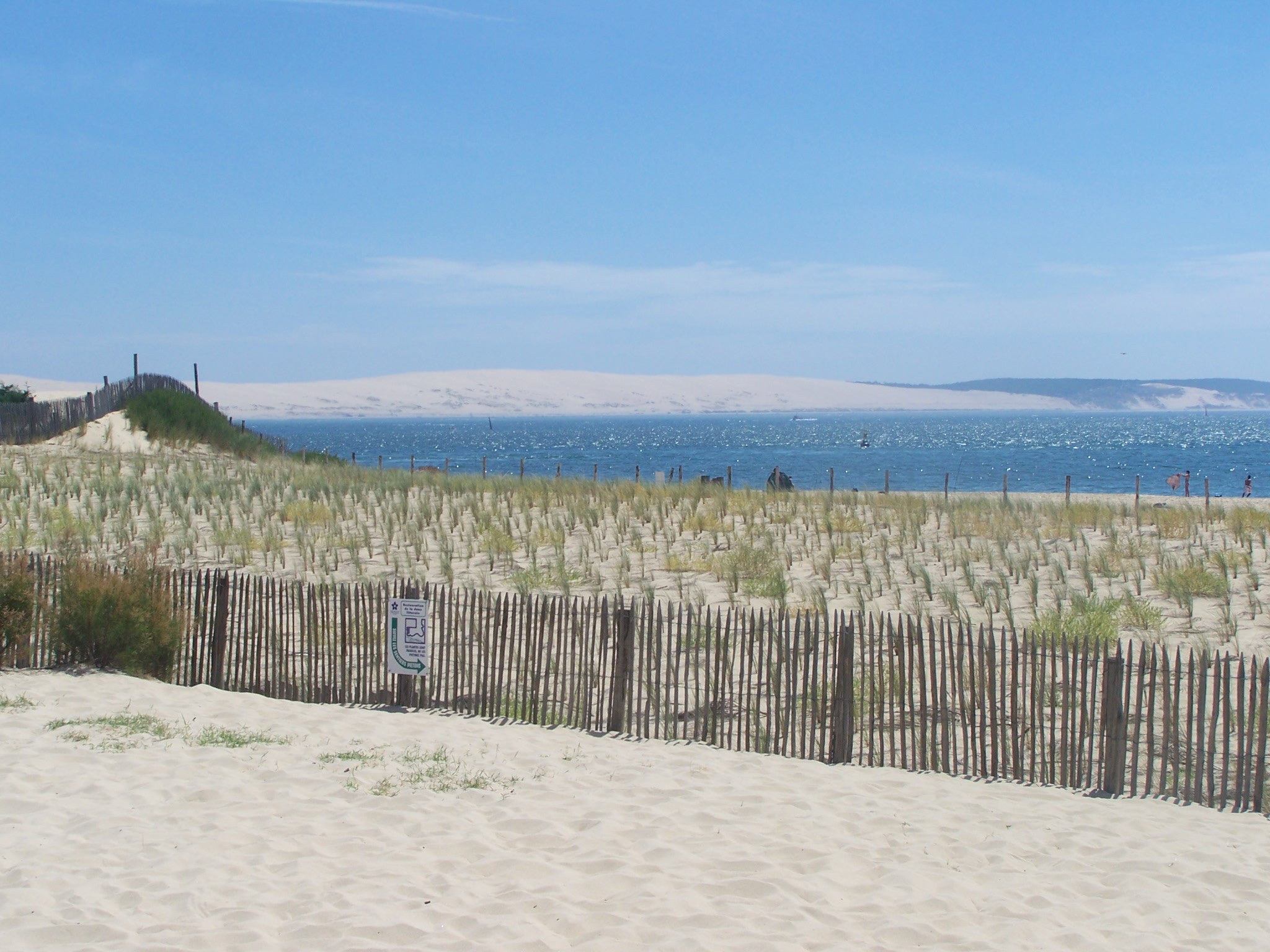
La duna di Pilat vista dalla spiaggia.

## Il villaggio
Il villaggio di Cap Ferret è situato all'estremità della penisola di Lège-Cap Ferret. Il bacino di Arcachon ad est e l'oceano Atlantico ad ovest offrono a Cap Ferret una situazione geografica originale. Ci si può approfittare, da un lato, dei paesaggi del bacino, e dall'altro, di quello dell'immensità dell'oceano visto dalla Costa d'Argento. All'estremità, ove si ha l'incontro fra l'oceano ed il bacino di Arcachon, si osserva la duna di Pilat e il banco d'Arguin, al centro dei "passaggi" del bacino.

## Il faro di Cap Ferret

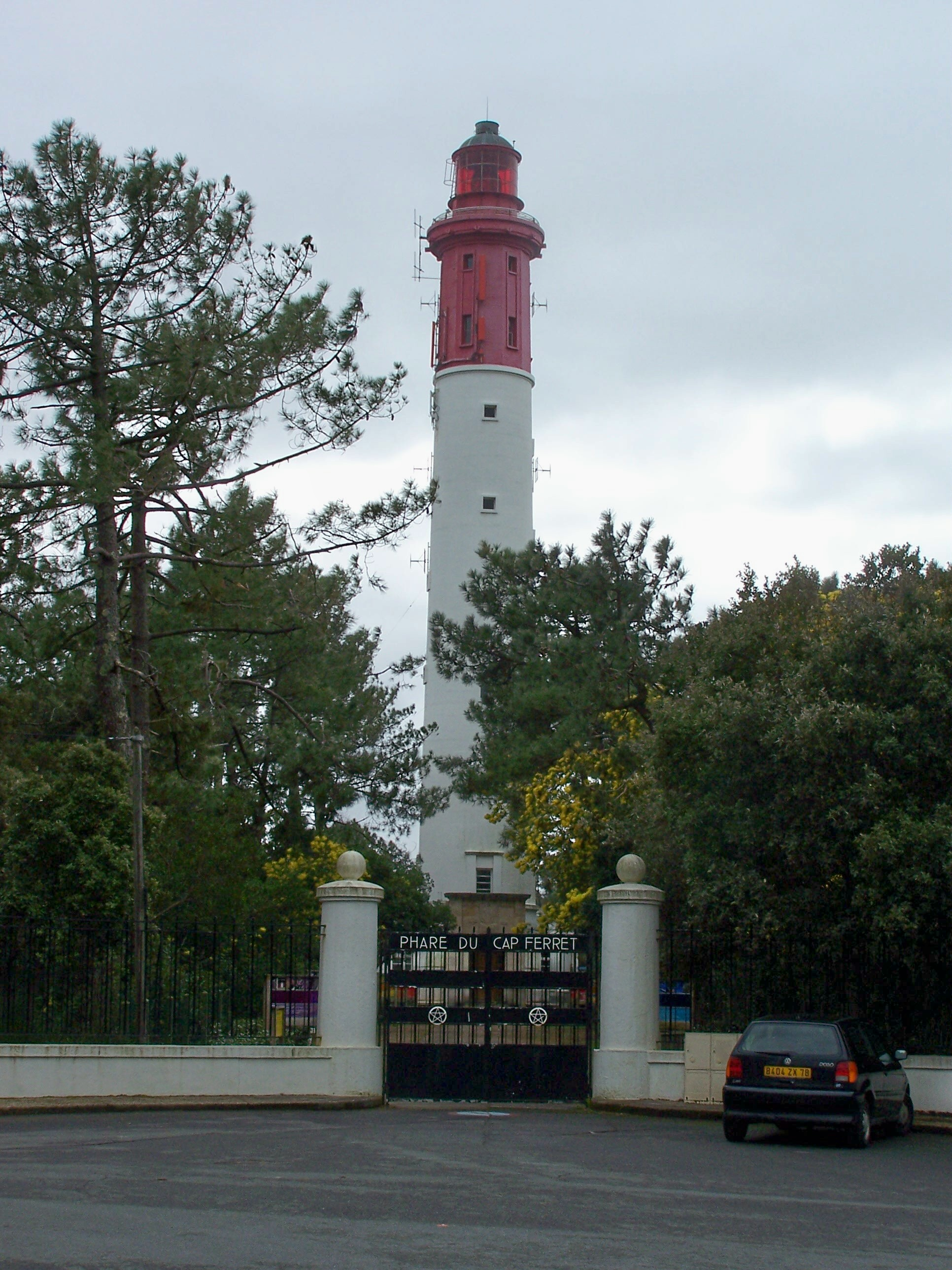
Il faro di Cap Ferret

Il primo faro di Cap Ferret fu eretto nel 1840. Si trattava di una torre alta 47 m con un'elevazione complessiva di 51 m, ed una luce bianca fissa. Fu elettrificato nel 1929. Distrutto dai tedeschi nel 1944, fu ricostruito nel 1949.
L'attuale faro di Cap Ferret è una torre tronco-conica in muratura liscia bianca, la cui parte superiore è dipinta in colore rosso. Al faro è adiacente un fabbricato rettangolare che ospita la sala delle macchine, l'ascensore ed alcuni alloggi. Il faro è stato automatizzato nel 1995. Esso è stato fatto oggetto d'iscrizione al titolo di Monumento storico di Francia dal 6 novembre 2009. Misura 52 m di altezza e conta 258 scalini.